# Julia Child
Julia Child (15 d'agost de 1912 – 13 d'agost de 2004) va ser una xef i una personalitat televisiva estatunidenca. Va ser coneguda per introduir la cuina francesa al públic nord-americà amb el seu llibre de cuina Mastering the Art of French Cooking i diversos programes de televisió com The French Chef estrenat el 1963.

## Biografia
Julia Carolyn McWilliams va néixer a Pasadena (Califòrnia) el 15 d'agost de 1912, filla de John McWilliams, Jr., terratinent graduat a la Universitat de Princeton i la seva dona, Julia Carolyn Weston. Era la més gran de tres germans.
Julia va estudiar a Westridge School i Polytechnic School, ambdues a Pasadena i després a The Katherine Branson School, a Ross.
En graduar-se va traslladar-se a Nova York, on treballà com a redactora publicitària. El 1937 tornà a Califòrnia, on va escriure per a publicacions locals i va treballar en publicitat.
Durant la Segona Guerra Mundial, es va allistar al servei d'intel·ligència dels Estats Units, on treballà directament per al cap del Servei, el general William Joseph Donovan, a Washington DC. El 1944 va ser destinada a Kandy (Sri Lanka), on les seves responsabilitats incloïen "enregistrar, catalogar i canalitzar un gran volum de comunicacions classificades" per les estacions clandestines del servei d'intel·ligència a l'Àsia. Més tard va ser destinada a la Xina, on va ser condecorada amb l'Emblema al Servei Civil de Mèrit del secretariat del servei d'intel·ligència.
Mentre estava destinada a Sri Lanka, va conèixer Paul Cushing Child, un altre empleat del servei d'intel·ligència, amb el que es casà l'1 de setembre de 1946 a Pennsilvània, i es traslladà a Washington. Paul Child havia viscut a París com a artista i poeta i era conegut pel seu sofisticat paladar, introduint a la seva dona a l'alta cuina. La parella marxà el 1948 a París quan el Departament d'Estat dels Estats Units assignà a Paul a una de les seves agències d'informació.
A París va estudiar a l'escola de cuina Le Cordon Bleu i més tard va rebre classes de Max Bugnard i altres xefs. S'uní al club de cuina Cercle des Gourmettes, on va conèixer Simone Beck, qui havia escrit un llibre de cuina francesa per americans amb la seva amiga Louisette Bertholle. Beck va proposar a Child de treballar amb elles.
El 1961, amb Beck i Bertholle, va publicar el llibre Mastering the Art of French Cooking, de 734 pàgines, que va ser un supervendes i va ser aclamat per la crítica, en part per l'interès dels estatunidencs en la cultura francesa a principis dels anys 60. El llibre va ser aplaudit per les seves útils il·lustracions i uns detalls precisos, fent l'alta cuina francesa més accessible. Després d'aquest èxit, Child va escriure articles a revistes i una columna pel diari The Boston Globe. Va escriure uns vint títols, ella sola o amb altres autors. Molts d'aquests llibre tractaven sobre els seus programes a la televisió. El seu darrer llibre va ser My Life in France, una autobiografia publicada pòstumament el 2006 i escrita pel seu nebot Alex Prud'homme. El llibre tracta sobre la vida de Child amb el seu marit a França de la post-guerra.
Child va presentar el seu primer programa de The French Chef l'11 de febrer de 1963, tenint un gran èxit, esdevenint el programa de cuina més vist als Estats Units, i sent emès durant deu anys.
El seu segon llibre, The French Chef Cookbook, era una col·lecció de les receptes que havia fet a la televisió. Aquest va ser seguit pel Mastering the Art of French Cooking, Volume Two, també en col·laboració amb Simone Beck, però no amb Louisette Bertholle.

## Premis i condecoracions
- Premi Peabody pel programa The French Chef.
- Legió d'Honor francesa (2000).